# Rio Harţagu Mare
O Rio Harţagu Mare é um rio da Romênia, afluente do Harţag, localizado no distrito de Buzău.